# Isaac Titsingh
Isaac Titsingh (Amesterdão, 10 de janeiro de 1745 — Paris, 2 de fevereiro de 1812) foi um cirurgião, comerciante e embaixador dos Países Baixos.

## Vida
Durante uma carreira longa na Ásia Oriental, Titsingh foi um oficial sênior da Companhia Holandesa das Índias Orientais (Vereenigde Oostindische Compagnie ou VOC). Entre 1779 e 1784, Titsingh representou a companhia em exclusivo  contacto oficial com Tokugawa, no Japão. Titsingh viajou por duas vezes até Edo (antigo nome de Tóquio) para audiências com o Shogun.
Entre 1785 e 1792, Titsingh foi designado como director da Companhia em Chinsura, em Bengala.
Em 1795, como  embaixador da República das Sete Províncias Unidas dos Países Baixos e da Companhia Holandesa das Índias Orientais, Titsingh viajou até Pequim. Teve diversas audiências com o Imperador Qianlong no palácio da Cidade Proibida (chinês: 紫禁城). Mais tarde, Qianlong convidou Titsingh até ao Palácio de Verão e Jardim Imperial de Pequim (chinês: 圓明園). Foi o primeiro embaixador europeu a ser convidado para ir a este palácio.
Titsingh foi sepultado no Cemitério do Père-Lachaise em Paris.

## Trabalhos
As experiências e a pesquisa de Titsingh no Japão foram o fundamento para o lançamento de livros publicados após sua morte, nomeadamente:
- Titsingh, Mémoires et Anecdotes sur la Dynastie régnante des Djogouns, Souverains du Japon, avec la description des fêtes et cérémonies observées aux différentes époques de l'année à la Cour de ces Princes, et un appendice contenant des détails sur la poésie des Japonais, leur manière de diviser l'année, etc.; Obra com pranchas coloridas,  copiadas dos desenhos originais. Paris (Nepveu), 1820. (em francês)
- Titsingh, Illustrations of Japan; consisting of Private Memoirs and Anecdotes of the reigning dynasty of The Djogouns, or Sovereigns of Japan; a description of the Feasts and Ceremonies observed throughout the year at their Court; and of the Ceremonies customary at Marriages and Funerals: to which are subjoined, observations on the legal suicide of the Japanese, remarks on their their poetry, an explanation of their mode of reckoning time, particulars respecting the Dosia powder, the preface of a work by Confoutzee on filial piety, &c. &c.. Traduzido do francês. London (Ackermann), 1822. (em inglês)
- Titsingh, Isaac. (1834). [Siyun-sai Rin-siyo/Hayashi Gahō, (1652)] Nihon Ōdai Ichiran; ou, Annales des empereurs du Japon, tr. par M. Isaac  Titsingh avec l'aide de plusieurs interprètes attachés au comptoir hollandais de Nangasaki; ouvrage re., complété et cor. sur l'original japonais-chinois, accompagné de notes et précédé d'un Aperçu d'histoire mythologique du Japon, par M. J. Klaproth. Paris: Royal Asiatic Society, Oriental Translation Fund of Great Britain and Ireland. OCLC 5850691 (em francês)